# Utaja
Utaja (arab. أوتايا) – miejscowość w Syrii, w muhafazie Damaszek. W 2004 roku liczyła 3720 mieszkańców.